# Махнети
Махнети (словен. Mahneti) је насељено место у општини Церкница, Приморско-нотрањска регија, Словенија.

## Историја
До територијалне реорганизације у Словенији био је у саставу старе општине Церкница.

## Становништво
У попису становништва из 2011. године, Махнети је имао 18 становника.
| Број становника према пописима | Број становника према пописима | Број становника према пописима |
| ------------------------------ | ------------------------------ | ------------------------------ |
| 1991                           | 2002                           | 2011                           |
| 25                             | 20                             | 18                             |